# 贝尔日库尔
贝尔日库尔（法語：Bergicourt，法語發音：[bɛʁʒikuʁ]）是法国上法蘭西大區索姆省的一个市镇，属于亚眠区。

## 地理
贝尔日库尔（49°44'50"N, 2°1'26"E）面积6.85 平方千米，位于法国上法蘭西大區索姆省，该省份为法国北部沿海省份，北起加来海峡省和北部省，西接滨海塞纳省和大西洋英吉利海峡，南至瓦兹省，东临埃纳省。
与贝尔日库尔接壤的市镇（或旧市镇、城区）包括：布朗日苏普瓦、布拉西、法姆雄、弗雷蒙捷、吉藏库尔、桑特利。

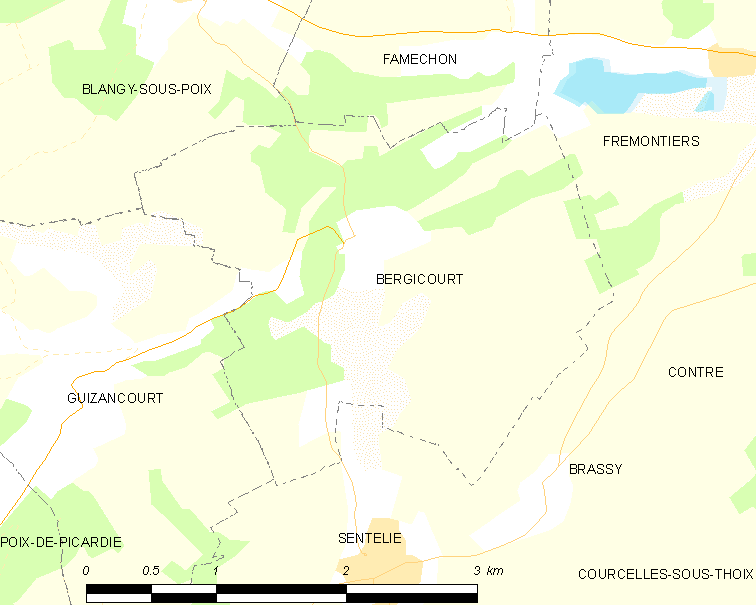
贝尔日库尔的OSM定位图

贝尔日库尔的时区为UTC+01:00、UTC+02:00（夏令时）。

## 行政
贝尔日库尔的邮政编码为80290，INSEE市镇编码为80083。

## 政治
贝尔日库尔所属的省级选区为皮卡第地区普瓦县。

## 人口

1962-2008年间贝尔日库尔人口变化图示

贝尔日库尔于2022年1月1日时的人口数量为143人。